# モンティチェロ (ケンタッキー州)
モンティチェロ（英語: Monticello）はアメリカ合衆国ケンタッキー州ウェイン郡にある市。同郡の郡庁所在地。2010年国勢調査によると、人口は6,188人。
ハウスボートの生産が有名。カンバーランド湖に隣接しており、その経済の多くを湖でのレジャー・観光産業に依存している。
ケンタッキー州上院議員選挙では、ウェイン郡、アデア郡、クリントン郡、カンバーランド郡、マクリアリィ郡、ラッセル郡、テイラー郡が含まれる第16区に割り当てられている。また、下院議員選挙ではウェイン郡、マクリアリィ郡、プラスキ郡が含まれる第52区が割り当てられている。 

## 地理
モンティチェロの座標は北緯36度50分17秒 西経84度51分0秒 / 北緯36.83806度 西経84.85000度 (36.838194, -84.850022)。 国勢調査局によると、市の総面積は6.1平方マイル (16 km2)で、全てが土地面積である。モンティチェロはウェイン郡の中心部に位置し、州道90号、92号、167号線が交差している。また、市内にはビーバー川の支流であるエルク川が流れ、カンバーランド湖に流れ込んでいる。

## 歴史
1800年、モンティチェロがウェイン郡の郡庁所在地となった。その際、初代郡職員となったミカー・タウルが自身の出身地にあったトーマス・ジェファーソンの邸宅（モンティチェロ）からその名を取った。その後、独立戦争の退役軍人ジョシュア・ジョーンズがこの地に13エーカーの土地を購入し、この地に住み始めた。1810年時点で、この土地の人口はわずか27人であった。
その後、この地で石油が見つかり、19世紀後半に発展した。採掘は1880年代に始まり、1921年ごろに施設が更新された。
1905年に電気、1929年に水道が通るようになった。1950年代後半からは1製造業が町の中心産業となり、21世紀初めまで続いている。1973年にはベルデン・コーポレーション（ワイヤー・ケーブル製造）が300名、ギャンブル・ブラザーズ（製材業）が161名、ウォーターベリー・ガーメント（繊維業）が271名、モンティチェロ・マニュファクチャリング（繊維業）が240名をそれぞれ雇用していた。しかし、この4社はすべてその後町から撤退した。

## 人口動態
以下は、以下は2000年の国勢調査による人口統計データである。
| 基礎データ - 人口: 5,981人 - 世帯数: 2,508世帯 - 家族数: 1,635家族 - 人口密度: 379.8人/km2（984.3人/mi2） - 住居数: 2,730 軒 - 住居密度: 173.4軒/km2（449.3軒/mi2） 人種別人口構成 - 白人: 94.63% - アフリカン・アメリカン: 2.42% - ネイティブ・アメリカン: 0.40% - アジア人: 0.28% - その他の人種: 1.34% - 混血: 0.92% - ヒスパニック・ラテン系: 2.96% | 年齢別人口構成 - 18歳未満: 25.0% - 18-24歳: 9.7% - 25-44歳: 25.9% - 45-64歳: 21.9% - 65歳以上: 17.4% - 年齢の中央値: 36歳 - 性比（女性100人あたり男性の人口） - 総人口: 88.9 - 18歳以上: 84.5 世帯と家族（対世帯数） - 18歳未満の子供がいる: 31.3% - 結婚・同居している夫婦: 46.7% - 未婚・離婚・死別女性が世帯主: 14.9% - 非家族世帯: 34.8% - 単身世帯: 31.7% - 65歳以上の老人1人暮らし: 16.0% - 平均構成人数 - 世帯: 2.33人 - 家族: 2.91人 | 収入と家計 - 収入の中央値 - 世帯: 17,423米ドル - 家族: 24,460米ドル - 性別 - 男性: 28,638米ドル - 女性: 19,259米ドル - 人口1人あたり収入: 11,855米ドル - 貧困線以下 - 対人口: 34.1% - 対家族数: 29.2% - 18歳未満: 39.9% - 65歳以上: 35.4% |